# 藤岡謙二郎
藤岡 謙二郎（ふじおか けんじろう、1914年4月15日 - 1985年4月14日）は、日本の地理学者。学位は、文学博士（京都大学・1961年）。京都大学名誉教授。

## 略歴
京都府出身。1935年高知高等学校卒業。京都帝国大学文学部史学科卒業。
1938年京都帝国大学文学部副手、1939年立命館大学講師、1945年立命館大学法文学部助教授、教授を経て、1949年京都大学教養部助教授、翌年教授。1978年定年退官。同年、奈良大学文学部教授となり、1985年定年退職。
1961年、「わが國律令時代における地方都市及び交通路の歴史地理学的研究」で京都大学より文学博士の学位を取得。逝去にあたり、正四位勲三等旭日中綬章。
1966年に野外歴史地理学研究会を創立。人文地理学会会長、近畿都市学会会長、歴史地理学会会長、日本都市学会会長を務めた。

## 家族
- 父・藤岡芳蔵（1882年生） ‐ 実業家。明治村 (鳥取県気高郡)出身。1910年私立京都法政大学（立命館大学の前身）卒業後、鉱山師となり、1912年に修学院村で鉄鉱泉を発見し、地元の有力者らと京都鉱泉を設立、石炭商人を経て、日本電力社長・池尾芳蔵の知遇を得て、山陽水力電気（現・中国電力芦津発電所）代表、因幡水力電気代表、日本発送電監事、金山炭鉱社長などを務めたほか、立命館大学理事として高等工科学校（立命館大学理工学部の前身）の設立に尽力した。[4][5][6][7][8][9][10]
- 継母・ちう（忠子、1902年生）‐豊原村 (山形県)中小学校校長・神居静之助の三女。山形高女卒。[4][11]
- 長男・藤岡換太郎（1946-） ‐ 理学博士。東京大学理学系大学院修士課程修了、同博士課程中退。東京大学海洋研究所助手、海洋科学技術センター研究主幹、ＧＯＤＩ研究部長、海洋研究開発機構上席研究員など。[12][13]

## 著書
- 『地理と古代文化』大八洲出版（古文化叢刊）、1947年
- 『人類と人種 その歴史・文化・環境』推古書院、1949年
- 『人文地理学通論』大明堂（新制大学一般教養叢書）、1950年
- 『先史地域及び都市域の研究 地理学における地域変遷史的研究の立場』柳原書店、1955年
- 『京阪神地方（わが国土）』国民図書刊行会、1955年
- 『近畿風物誌』河出書房（河出新書）、1956年
- 『都市と交通路の歴史地理学的研究 わが国律令時代における地方都市及び交通路の歴史地理学的研究の一試論』大明堂、1960年
- 『社会的地域科学としての地理学』大明堂、1961年
- 『日本歴史地理序説』塙書房（塙新書）、1962年
- 『地理学の旅 地理紀行と学窓随想』大明堂、1963年
- 『近畿の風物とその変貌』有信堂（文化新書）、1965年
- 『歴史的景観の美』河原書店（日本の美と教養）、1965年
- 『日本の都市 その特質と地域的問題点』大明堂、1968年
- 『国府』吉川弘文館（日本歴史叢書）、1969年
- 『都市文明の源流と系譜』鹿島研究所出版会（SD選書）、1969年
- 『大和川』学生社、1972年
- 『続・地理学の旅 地理紀行と学窓随想』大明堂、1973年
- 『人文地理学序説』大明堂、1974年
- 『多兎を追う者』大明堂、1974年
- 『日本の地名』講談社（講談社現代新書）、1974年
- 『地理学の旅 地理紀行と学窓随想 第3』大明堂、1976年
- 『現代都市の歴史地理学的分析』古今書院、1977年
- 『地理学と歴史的景観』大明堂、1977年
- 『景観変遷の歴史地理学的研究』大明堂、1978年
- 『浜田青陵とその時代』学生社、1979年
- 『人類集団の地理』大明堂（人文地理ゼミナール）、1980年
- 『地理学の旅 地理紀行と学窓随想 第4』大明堂、1982年
- 『東海道の景観と変貌』古今書院（七道の景観と変貌 (1)）、1982年

## 共編著
- 『人文地理学概説』織田武雄・辻田右左男共著、蘭書房、1949年
- 『人口と集落』編、柳原書店（人文地理新書）、1950年
- 『体系地理学辞典』編、大明堂、1953年
- 『世界地理民族誌』姫岡勤共編、朝倉書店、1954年
- 『人文地理学概論』織田武雄・西村睦男共著、蘭書房、1956年
- 『集落地理講座』第1-4、木内信蔵・矢嶋仁吉共編、朝倉書店、1957年 - 1959年
- 『人文地理学研究法』編、朝倉書店、1957年
- 『地誌概説 日本・世界』西村睦男共著、大明堂、1957年
- 『河谷の歴史地理 櫛田川、紀ノ川流域』編、蘭書房、1958年
- 『畿内歴史地理研究』編、日本科学社、1958年
- 『世界地誌』多田文男・渡辺操共編、有信堂、1958年
- 『人文地理・地誌辞典』織田武雄・西村睦男共編、教学社、1959年
- 『最新体系地理学辞典』編、大明堂、1960年
- 『生駒山地の人文地理』編、大阪教育図書、1961年
- 『京都』編、有斐閣（らいぶらりい・しりいず）、1962年
- 『地誌概論 世界編』西村睦男・服部昌之共著、大明堂、1963年
- 『地誌概論 日本編』浮田典良・足利健亮共著、大明堂、1964年
- 『離島の人文地理 鹿児島県甑島学術調査報告』編、大明堂、1964年
- 『北白川と嵯峨野 大都市周辺地域の人文地理的モノグラフ』西村睦男共著、地人書房、1965年
- 『現代都市の諸問題』編、地人書房、1966年
- 『日本歴史地理ハンドブック』編、大明堂、1966年
- 『岬半島の人文地理 愛媛県佐田岬半島学術調査報告』編、大明堂、1966年
- 『歴史地理』矢守一彦共著、大明堂（人文地理ゼミナール）、1967年
- 『地形図に歴史を読む 続・日本歴史地理ハンドブック』1-5集、編、大明堂　1969年 - 1973年
- 『山間支谷の人文地理』編、地人書房、1970年
- 『大都市圏周辺の近代化に関する人文地理学的モノグラフ 大阪府下狭山町の場合』編、地人書房、1970年
- 『地形図を読む 地理学の基礎として』編著、ナカニシヤ書店、1970年
- 『最新地理学辞典』編、大明堂、1971年
- 『佐渡の歴史地理』編著、古今書院、1971年
- 『地域調査ハンドブック 地理研究の基礎作業』編、ナカニシヤ、1971年
- 『過疎化の進む内陸盆地と河谷地域 三次盆地と江川流域の過去と現在』編、大明堂、1972年
- 『日本歴史地理総説』1-5 編、吉川弘文館、1975年 - 1977年
- 『離島診断』浮田典良共編、地人書房、1975年
- 『地図にみる世界の百万都市』谷岡武雄共編、朝倉書店、1976年
- 『歴史の空間構造 歴史地理学序説』矢守一彦・足利健亮共著、大明堂、1976年
- 『ふるさとの民家』編、浅野喜市写真、大日本絵画巧芸美術、1977年
- 『古代日本の交通路』1-4、編、大明堂、1978年 - 1979年
- 『歴史地理学の群像』服部昌之共編、大明堂、1978年
- 『地域と読図』編著、ナカニシヤ出版、1979年
- 『びわ湖周遊』編、ナカニシヤ出版、1980年
- 『日本歴史地名辞典』編、東京堂出版、1981年